# ららぽーと立川立飛
ららぽーと立川立飛（ららぽーとたちかわたちひ、LaLaport TACHIKAWATACHIHI）は、東京都立川市泉町935-1に位置し、2015年12月10日にオープンした、三井不動産商業マネジメントが運営するショッピングセンターである。

## 概要
2012年に立飛企業と新立川航空機の経営統合によって発足した立飛ホールディングスが、所有する不動産の開発事業の第一弾として、共同事業者である三井不動産に委託してSCを建設し、竣工後は同社がマスターリースの上で管理・運営する方式で、2015年12月10日にオープンした。
本施設は立飛中心部における新たな中核施設として、また、立飛駅とペデストリアンデッキで直結となる利便性を活かし、将来他街区との連結も視野に入れた時間消費型商業施設として構想された。
敷地面積は92,500m2、そのうち店舗面積は60,000m2、テナント240、駐車場3,055台と、比較的小規模で、ららぽーと富士見よりも小さい。
立川駅からは徒歩約30分(約2km)を要する。モノレール以外の公共交通手段では、立川駅北口から立川バスで立飛駅（ららぽーと立川立飛前）下車すぐ、西武バスでは「西武バス立川営業所」下車で徒歩約15分を要する。
この他、芋窪街道沿いを走る村山団地線、玉川上水駅経由のイオンモールむさし村山線、砂拝松中団地線などが通る立飛本社前停留所より徒歩で行くことも可能。
立飛駅を通る立川バスは従来便数が少なかったため、来訪手段としては多摩モノレールへの依存度が高かった。2016年9月1日のダイヤ改正から日中や土休日を中心に大幅に便数を増やした。
駐車場については、オープンからしばらくは国営昭和記念公園北側などに無料駐車場が設置され、そこから無料シャトルバス（西武バス）が運行されていた。
直営駐車場は買い物をしないと一定時間無料にならなかったがその後変更され、平日は終日無料、土休日は1時間500円、1時間以上は30分250円、2,000円以上の買い物で1時間無料、5,000円以上の買い物で2時間無料になり、送迎バス付き無料駐車場サービスは終了した。

## 主要テナント
立川に本社を置くいなげやが展開する高級スーパーマーケット「blooming bloomy by inageya」を核店舗に、無印良品、GU、ユニクロ、ヴィレッジヴァンガード、ハンズ、パンケーキ店「Eggs'n Things」などが入居している。
また、隣接地には、TOHOシネマズ立川立飛がある。